# 鼻から牛乳

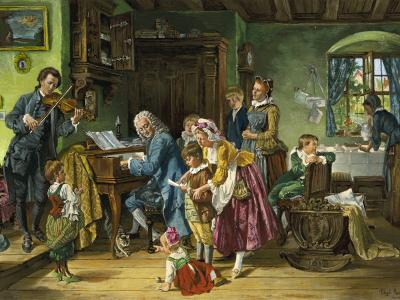
バッハと家族（トビー・エドワード・ローゼンタール画）

「鼻から牛乳」（はなからぎゅうにゅう）は、嘉門タツオ（旧名・嘉門達夫）の楽曲である。男女交際の修羅場や日常生活の恥ずかしい失態などを、ギターの弾き語りで歌ったコミックソングであり、場面ごとにJ」のフレーズで小落ちをつける曲構成となっている。1992年の発表以来数多くのシリーズが作られており、嘉門の代表曲のひとつに数えられる。

## 製作のきっかけ
2020年5月6日に嘉門が自身のYouTubeチャンネルで明かしたところによれば、
- 当該動画から30年ほど前のラジオ番組にゲスト出演した西村知美が「チャラリー 鼻から牛乳」と口にしたのが気に入り、それを曲に出来ないかと考えていたこと。
- その後嘉門が調査したところでは、このフレーズは元々、西村の出身地である山口県宇部市から広島県の一部地域で子供たちが昔から用いてきたフレーズである。
- 桂雀々の家に遊びに行った際に、雀々の浮気とそれが発覚したあとの修羅場の様子を妻から聞かされた。

ことがヒントとなり本曲の製作に至っている。
また別の出典では、嘉門自身の小学生時代、好きな女の子が給食で牛乳を飲んでいる時に「プー」などと声をかけて笑わせ、牛乳を噴き出させていた思い出に本曲の原点があると語っている。

## 「鼻から牛乳」（1992年）とシリーズ化
ディスコグラフィ上の初出は、1992年1月1日にビクター音楽産業から発売されたアルバム『天賦の才能』に収録された「鼻から牛乳」である。同年4月21日には、18枚目のシングル「鼻から牛乳／帰って来た替え唄メドレー4」（両A面）としてシングルカットされた。この初代「鼻から牛乳」は、男女関係における、多重交際(二股および浮気)を原因とした修羅場を歌った内容である。
歌詞の1番では、多重交際をしている男性の視点で、交際女性の1人を自宅に招き入れた場面が語られる。ところが男性はうかつに留守録の再生ボタンを押す、女性がシャワーを浴びている間に別の交際女性に電話をかけるなど、不用意な行動を繰り返しては墓穴を掘り、女性に問い詰められていく。そして、気まずい局面が訪れるごとに、ヨハン・ゼバスティアン・バッハ作曲「トッカータとフーガ ニ短調 BWV 565」のよく知られた冒頭部のメロディーに乗せて「チャラリー 鼻から牛乳」のフレーズが歌われ、男性の追い詰められた気持ちが表現される。2番の歌詞では別のカップルが登場し、今度は二股交際をしている女性の視点から、片方の交際相手の男性に苦しい弁明を繰り返す様子が歌われる。
本来の曲は若者から大人向けのアダルトな内容ながら、この小学校の給食の1コマを連想させるフレーズと後の小学生向けのリバイバルヒットから「鼻から牛乳」は子どもにも人気となり、嘉門は「給食の時間に嘉門さんのCDをかけて鼻から牛乳を噴き出し先生に怒られました」という声をよく受けるという。
この曲から、恋愛がらみの嘘が露呈することを「鼻から牛乳」と呼ぶ流行語が生まれた。
同年7月22日には19枚目のシングルとして「鼻から牛乳 -第2章-」をリリース。その後も、2000年の「鼻から牛乳～世紀末バージョン～」、2006年の「新・鼻から牛乳」など、数多くのシリーズ曲が作られた。

## リバイバルヒット

### キッズバージョン
「鼻から牛乳」は、2011年からテレビ東京系列の子ども向けバラエティ番組『ピラメキーノ』の挿入歌として採用され、小学生の間で再ブレークした。この時放送された「キッズバージョン」は、小学校生活におけるありがちな失敗や恥ずかしい経験などを列挙する内容となっている。同番組では、1986年発表の「アホが見るブタのケツ・2」も放送されて同じく好評を博し、2011年12月14日にはこの2曲を収録した両A面シングル「アホが見るブタのケツ～ベスト～／鼻から牛乳～キッズバージョン～」がリリースされた。
2017年には、新たなキッズバージョン「小さな鼻から牛乳」が制作され、アルバム『天才おばかクラシック その1』に収録された。編曲は塩川満己、歌はももなお姉さん。

### パズル&ドラゴンズ
2019年には、ガンホー・オンライン・エンターテイメント配信のモバイル用ゲームアプリ『パズル&ドラゴンズ』のコマーシャルで「鼻から牛乳」がオマージュされた。このCMは、アニメ版『パズドラ』のキャラクターであるトラゴン（声：柿原徹也）が、「チャラリー 鼻からパズドラ」と歌いながら、鼻からドロップ（同ゲームにおけるパズルブロックの名称）を噴き出すという内容だった。放送時の小学生世代には、このCMで「鼻から…」の替え唄を覚えたものの、元となった嘉門の曲は知らないという児童もいた。

## シリーズ一覧

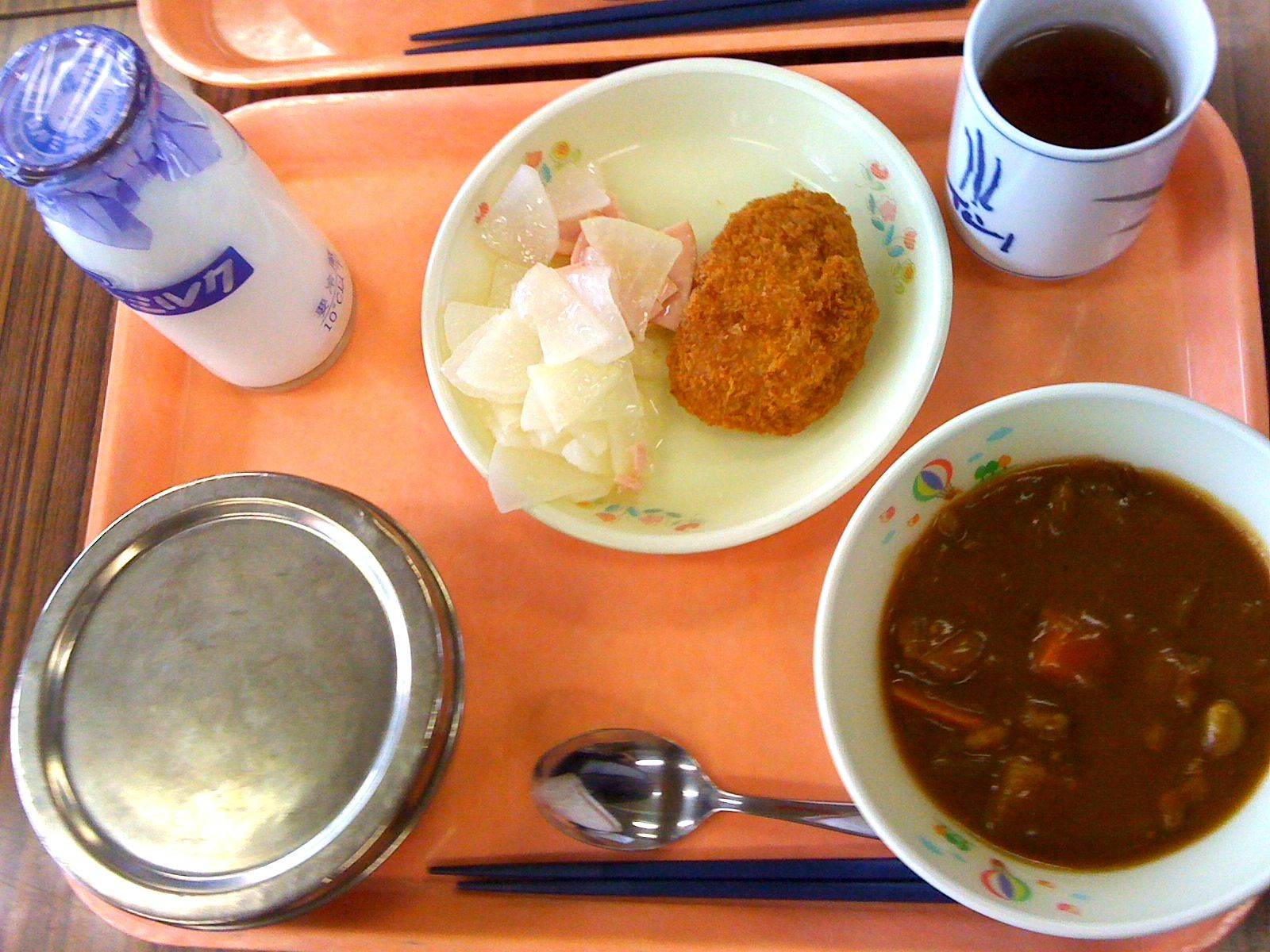
瓶牛乳のある学校給食の例。
嘉門は小学生時代の給食時間の思い出に『鼻から牛乳』の原点があると語っている。

ライブ・TV・イベント出演時の即興作品や、『ピラメキーノ』等における投稿作品は際限がないため、以下では嘉門本人によるCD化作品のみを挙げる。収録アルバムはベスト盤を除く。
鼻から牛乳
1992年4月21日発売、18thシングル（「帰って来た替え唄メドレー4」との両A面）。アルバム『天賦の才能』（1992年1月1日発売）からのシングルカット。
鼻から牛乳 -第2章-
1992年7月22日発売、19thシングル。アルバム『怒濤の達人』（1992年9月9日発売）収録。
鼻から牛乳〜世紀末バージョン〜
2000年11月1日発売、49thシングル。アルバム『図星でしょ☆』（2000年11月1日発売）収録。
鼻からいろんなモノ
2003年4月23日発売のアルバム『達人伝説』収録。
新・鼻から牛乳
2006年10月25日発売、65thシングル。アルバム『アホダラ王国物語』（2006年10月25日発売）収録。
2010年1月20日発売の68thシングル「さくら咲く」のカップリング曲としてライブバージョンを収録。
鼻から牛乳〜キッズバージョン〜
2011年12月14日発売、72ndシングル（「アホが見るブタのケツ～ベスト～」との両A面）。テレビ東京系列『ピラメキーノ』挿入歌。
鼻から牛乳〜冥土編〜
2018年7月21日発売のアルバム『HEY!浄土〜生きてるうちが花なんだぜ〜』収録。
鼻から牛乳～令和篇～
2024年9月25日発売。